# Aphelinoidea waterhousei
Aphelinoidea waterhousei är en stekelart som först beskrevs av Blood och Kryger 1928.  Aphelinoidea waterhousei ingår i släktet Aphelinoidea och familjen hårstrimsteklar. Inga underarter finns listade i Catalogue of Life.